# Cazamariposas

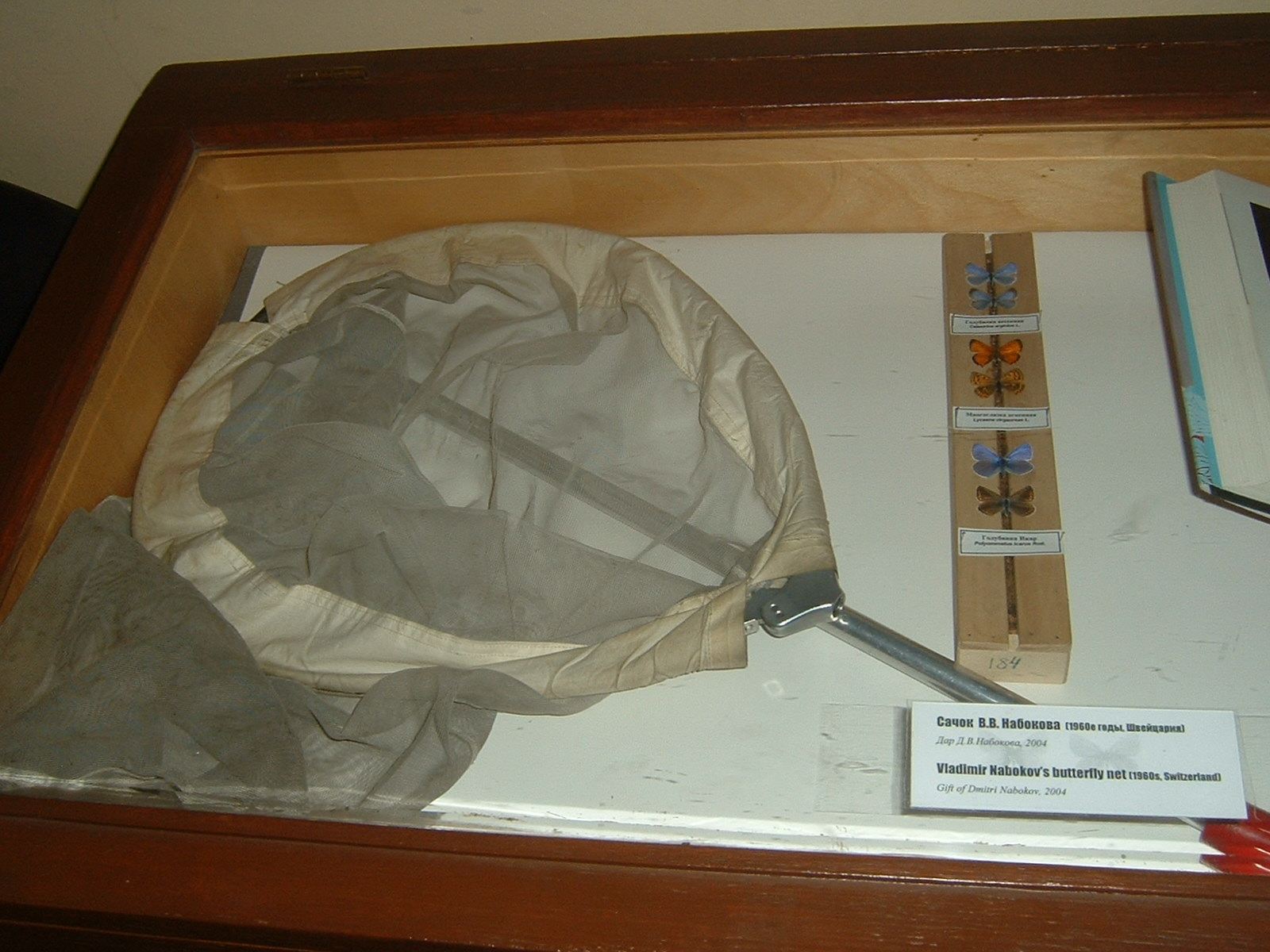
Un cazamariposas que perteneció al novelista ruso-estadounidense Vladimir Nabokov

Un cazamariposas (o red para insectos ) es cualquiera de los varios tipos de redes que se usan para recolectar insectos . Toda la red en forma de la bolsa de está construida generalmente con una malla liviana para minimizar el daño a las delicadas alas de las mariposas.

## Descripción
Consiste en un aro ( acero inoxidable o alambre fuerte), unido a un mango de madera o aluminio, que sostiene una bolsa de tela ligera ( etamina, nailon o malla fina). Su forma es la de un colador de fondo redondeado, teniendo aproximadamente 40 cm de boca y 60 cm de profundidad Se utiliza para capturar insectos en vuelo, como mariposas, polillas, moscas, avispas , abejas, libélulas, cigarras y otros.

## Tipos
Las redes para atrapar diferentes insectos tienen diferentes tamaños de malla. Las redes acuáticas suelen tener una malla más grande y más 'abierta'. Para la captura de pequeñas criaturas acuáticas generalmente requiere una red para insectos . La malla es más pequeña y puede capturar más. Entre otros tipos de redes que se utilizan en la recolección de insectos hay las redes tipo paraguas, las redes acuáticas y otras .